# Liquigas (wielerploeg)/2009
Deze pagina geeft een overzicht van de wielerploeg Liquigas in 2009.

## Algemeen
Sponsor: Liquigas (gasbedrijf)
Algemeen manager: Roberto Amadio
Ploegleiders: Mario Chiesa, Dario Mariuzzo, Mario Scirea, Stefano Zanatta
Fietsmerk: Cannondale
Materiaal en banden: Campagnolo, Vittoria

## Renners
| Naam                   | Geboortedatum | Nationaliteit | Ploeg 2008        |
| ---------------------- | ------------- | ------------- | ----------------- |
| Valerio Agnoli         | 06-01-1985    | Italië        |                   |
| Ivan Basso             | 26-11-1977    | Italië        | geschorst         |
| Daniele Bennati        | 24-09-1980    | Italië        |                   |
| Maciej Bodnar          | 07-03-1985    | Polen         |                   |
| Kjell Carlström        | 18-10-1976    | Finland       |                   |
| Francesco Chicchi      | 27-11-1980    | Italië        |                   |
| Claudio Corioni        | 26-12-1982    | Italië        |                   |
| Gianni Da Ros          | 26-08-1986    | Italië        | stagiair          |
| Murilo Fischer         | 16-06-1979    | Brazilië      |                   |
| Enrico Franzoi         | 08-08-1982    | Italië        |                   |
| Jacopo Guarnieri       | 14-08-1987    | Italië        | beloften          |
| Roman Kreuziger        | 06-05-1986    | Tsjechië      |                   |
| Aljaksandr Koetsjynski | 26-10-1979    | Wit-Rusland   |                   |
| Vladimir Miholjević    | 18-01-1974    | Kroatië       |                   |
| Vincenzo Nibali        | 14-11-1984    | Italië        |                   |
| Andrea Noè             | 15-01-1969    | Italië        |                   |
| Daniel Oss             | 13-01-1987    | Italië        | beloften          |
| Franco Pellizotti      | 15-01-1978    | Italië        |                   |
| Manuel Quinziato       | 30-10-1979    | Italië        |                   |
| Fabio Sabatini         | 18-02-1985    | Italië        | Team Milram       |
| Ivan Santaromita       | 30-04-1984    | Italië        |                   |
| Gorazd Štangelj        | 27-01-1973    | Slovenië      |                   |
| Sylwester Szmyd        | 02-03-1978    | Polen         | Lampre            |
| Brian Vandborg         | 04-12-1981    | Denemarken    | GLS-Pakke Shop    |
| Alessandro Vanotti     | 16-09-1980    | Italië        |                   |
| Frederik Willems       | 08-09-1979    | België        |                   |
| Oliver Zaugg           | 09-05-1981    | Zwitserland   | Team Gerolsteiner |

## Belangrijke overwinningen
| NK Veldrijden Italië: Enrico Franzoi Tour Down Under 2009 6e etappe: Francesco Chicchi Challenge Mallorca 3e etappe (Trofeo Inca): Daniele Bennati Ronde van Grosseto 1e etappe: Daniele Bennati Ronde van Sardinië 4e etappe: Daniele Bennati Eindklassement: Daniele Bennati | Driedaagse van De Panne-Koksijde Eindklassement: Frederik Willems Ronde van Trentino Eindklassement: Ivan Basso Ronde van Romandië 2009 4e etappe: Roman Kreuziger Eindklassement: Roman Kreuziger Jongerenklassement: Roman Kreuziger Ronde van Italië 2009 17e etappe: Franco Pellizotti | Critérium du Dauphiné Libéré 2009 5e etappe: Sylwester Szmyd Ronde van de Apennijnen winnaar: Vincenzo Nibali Ronde van Frankrijk 2009 Bergklassement: Franco Pellizotti Ronde van Polen 3e etappe: Jacopo Guarnieri Ronde van Missouri 2009 6e etappe: Francesco Chicchi |

2005 · 2006 · 2007 · 2008 · 2009 · 2010 · 2011 · 2012 · 2013 · 2014
AG2R-La Mondiale · Astana · Bbox-Bouygues Telecom/2009 · Caisse d'Epargne · Cofidis · Team Columbia · Team CSC Saxo Bank · Euskaltel-Euskadi · Française des Jeux · Fuji-Servetto · Garmin-Chipotle · Katjoesja · Lampre-NGC · Liquigas · Team Milram · Quick·Step · Rabobank · Silence-Lotto